# Sirene (Mythologie)

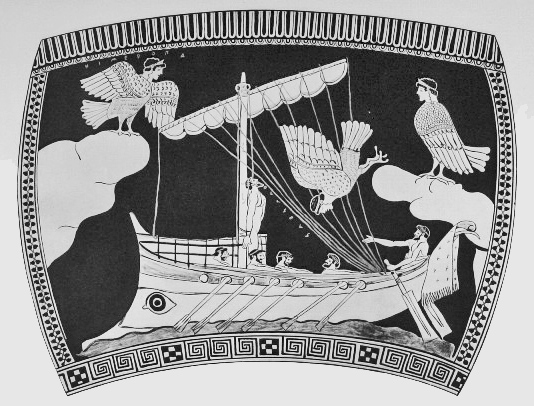
Odysseus und die Sirenen (Vasenbild, ca. 475–450 v. Chr.)

Eine Sirene (altgriechisch Σειρήν Seirēn) ist in der griechischen Mythologie ein meist weibliches, in Darstellungen bisweilen bärtiges Fabelwesen (Mischwesen aus ursprünglich Mensch und Vogel, später auch Mensch und Fisch), das durch seinen betörenden Gesang die vorbeifahrenden Schiffer anlockt, um sie zu töten.

## Namen und Anzahl
Homer gab den Sirenen (Seirenes, auch Acheloides oder Acheloiades genannt) in seiner Odyssee keine eigenen Namen, erwähnte aber, dass es zwei gewesen seien. Erst spätere Autoren führten Eigennamen an, bezifferten ihre Anzahl meist auf drei. Als Namen werden u. a. angegeben:
- Aglaophonos („die mit der schöneren Stimme“; Varianten u. a.: Aglaope („herrliche Stimme“), Aglaopheme („süße Rede“))
- Himeropa („sanfte Stimme“)
- Leukosia („die Weiße“)
- Ligeia („die Helltönende“)
- Molpe („Lied“)
- Parthenope („Mädchenstimme“)
- Peisinoe („die Überredende“)
- Thelxiope („bezaubernde Stimme“; Varianten u. a.: Thelxinoe („den Geist Fesselnde“), Thelxiepeia („Bezaubernde“))

Hier eine Auswahl der Namenszusammenstellungen bei antiken Schriftstellern:
- Thelxiope oder Thelxinoe, Molpe, Aglaophonos[2]
- Thelxiepeia, Aglaope, Peisinoe[3]
- Thelxiepe, Molpe, Pisinoe[4]
- Leukosia, Ligeia, Parthenope[5]

Platon spricht in einem kosmologischen Kontext von acht Sirenen, gibt deren Namen aber nicht an.

## Abstammung
Homer erwähnte die Eltern der Sirenen nicht. Mehrere spätere Autoren führten den Flussgott Acheloos als Vater der Sirenen an, die er mit einer der neun Musen, entweder Melpomene oder Terpsichore oder Kalliope, gezeugt habe. Als weitere Variante werden Acheloos und Sterope als Eltern angegeben. Euripides erwähnte in seinem Stück Helena nur die Mutter der Sirenen, welche die Erdgöttin Gaia gewesen sei, während Sophokles die Sirenen laut Plutarch vom Meeresgott Phorkys abstammen ließ.

## Aussehen

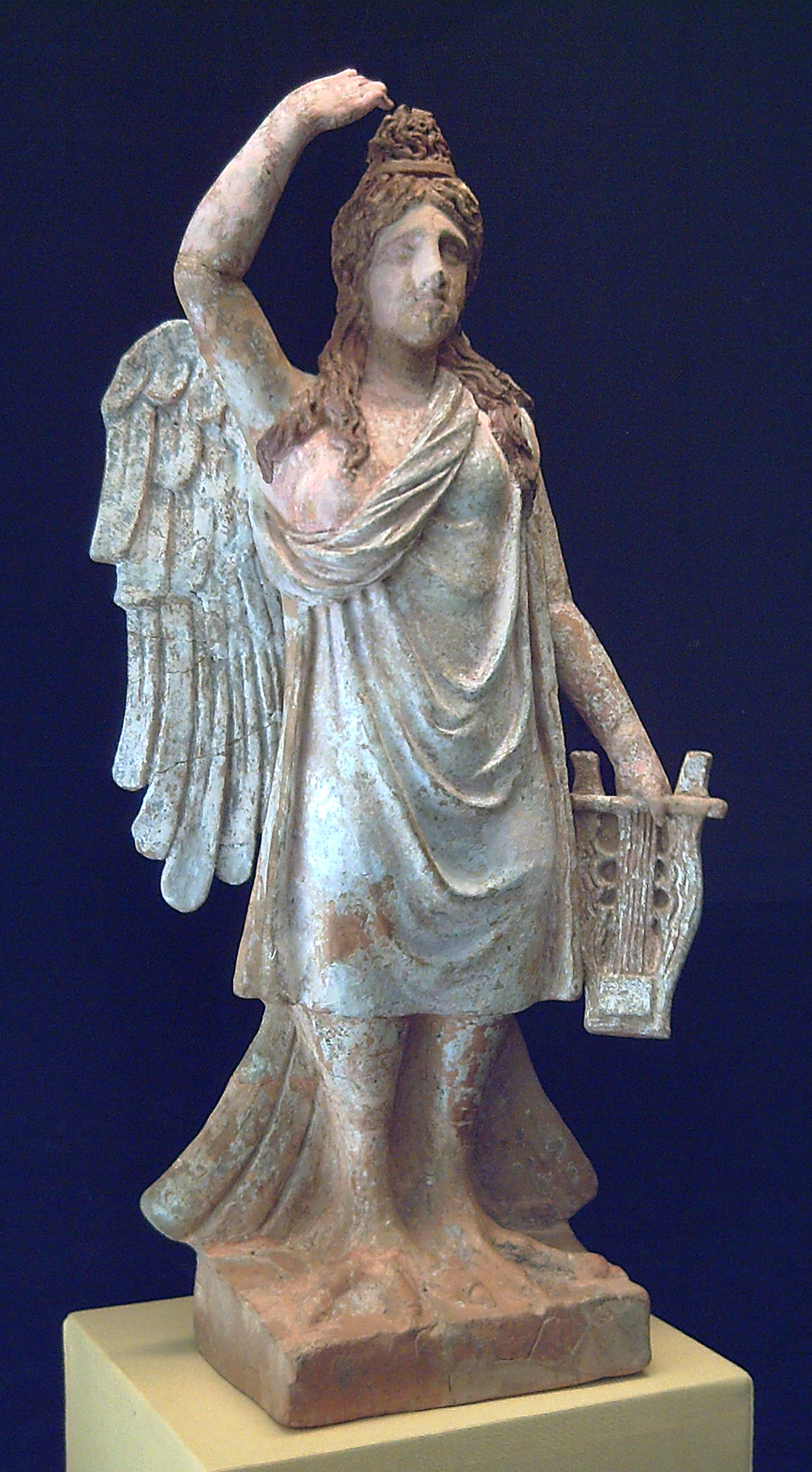
Griechische Sirene (340–300 v. Chr.).

Über das Aussehen der Sirenen berichtete Homer ebenso wenig wie über ihre Namen oder Herkunft. In der Ikonographie erscheinen sie in den ältesten bekannten Darstellungen (ab etwa 650 v. Chr.) als Vögel mit Menschenköpfen, ab und zu auch männlich mit Bart. Sie gehörten wohl ursprünglich in den Bereich der Todesdämonen und waren mit den Harpyien und Lamien verwandt. Seit etwa 550 v. Chr. wurde auch ihr Oberkörper menschlich, mit weiblicher Brust und Armen, abgebildet. Später trat ihr dämonischer Charakter zurück und sie wurden seit etwa 400 v. Chr. auf Grabdenkmälern als durch elegische Musik unterstützende Helferinnen der Totenklage präsentiert, wobei sie als schöne Frauen mit Vogelattributen dargestellt waren. Auch Euripides sieht sie als Musen der Totenklage.
Es gibt verschiedene Sagenfassungen, wie die Sirenen ihre Gestalt bekommen haben sollen: Ovid berichtet, dass sie Gespielinnen der Göttin Proserpina (bzw. Persephone in der griechischen Mythologie) waren und sich auf die Suche nach ihr machten, als sie von Pluto (bzw. Hades) geraubt worden war. Weil sie Proserpina nicht fanden, ersuchten sie die Götter um die Verleihung von Flügeln, damit sie die Entführte auch auf dem Meer suchen könnten, woraufhin ihre Verwandlung stattfand. Nach einer anderen Erzählung ließen die Sirenen zu, dass Pluto die Proserpina entführte und wurden später von deren Mutter Ceres (bzw. Demeter) zur Strafe in geflügelte Wesen verwandelt. Als dritte Variante gibt der Homer-Kommentator Eustathios an, dass die Sirenen einstmals Mädchen waren und wegen ihrer Unwilligkeit zu heiraten durch die Göttin Aphrodite zu Vögeln gemacht wurden.
In mittelalterlichen (literarischen sowie bildnerischen) Bearbeitungen wurden die Sirenen auch als Mischwesen von Menschen und Fischen dargestellt und als Meerjungfrauen bezeichnet. So beschreibt der Liber Monstrorum sie als die vorbeiziehenden Seefahrer durch bezaubernden Gesang anlockende Frauen, deren untere Hälfte aus einem geschuppten Fischleib bestehe. Laut Boccaccio waren sie bis zum Nabel menschen-, darunter fischförmig und besaßen außerdem Flügel. In einigen moderneren Adaptionen des Themas werden Sirenen mit Nixen gleichgesetzt.

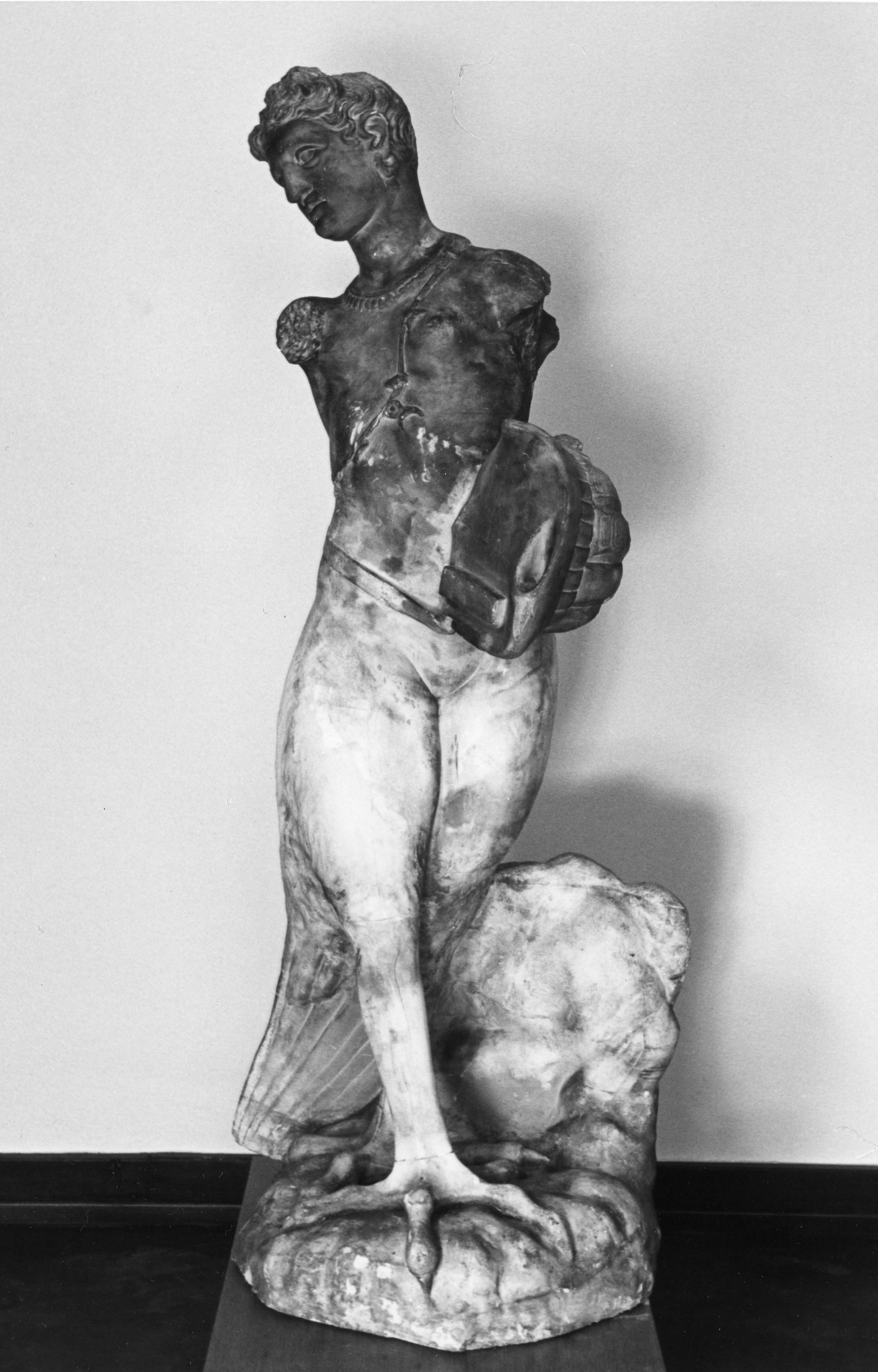
Im Museum für Abgüsse Klassischer Bildwerke befindet sich ein Gipsabguss einer antiken Statue einer Sirene.

## Begegnung mit Orpheus und Odysseus
Es gelang sowohl Odysseus als auch Orpheus, an der Sirenen-Insel vorbeizusegeln, ohne ihrem betörenden Gesang zu erliegen. 
Als die Argonauten in die Nähe der Sirenen-Insel kamen, konnte Orpheus ihren Gesang mit seiner Leier übertönen. Fast die gesamte Mannschaft kam so heil aus dem Abenteuer heraus. Nur Butes hörte dennoch ihre betörenden Stimmen, sprang vom Schiff und schwamm auf die Insel zu, wurde aber gerade noch rechtzeitig von Aphrodite gerettet, die ihn von den Wellen nach Lilybaion auf Sizilien tragen ließ.
Laut Homer, der die älteste literarische Überlieferung der Sirenensage liefert, lockten die beiden auf einer Insel wohnenden Sirenen Seefahrer nicht nur durch ihre bezaubernde Stimme an, sondern vor allem durch ihre Fähigkeit, alles auf Erden Geschehende zu wissen und offenbaren zu können. Folgten die Seeleute ihnen auf die Insel, waren sie verloren und starben. Ihr genaues Schicksal wird in der Odyssee nicht angegeben und nur von bleichen Knochen vermoderter Menschen berichtet. Offenbar dienten sie den Sirenen nicht als Nahrung. Odysseus wollte den Sirenen-Gesang aus Neugier dennoch hören. Er ließ auf den Rat der Zauberin Kirke hin seinen Gefährten die Ohren mit geschmolzenem Wachs verschließen und sich selbst an den Mast des Schiffes binden. So konnte er den Gesang der Sirenen zwar vernehmen, die ihm bei einem kurzen Besuch die Zukunft mitzuteilen versprachen, aber als er hingerissen folgen wollte, banden die Gefährten seine Seile wie vorher ausgemacht noch fester. Als er außer Hörweite gekommen war, verlor der Zauber seine Wirkung auf ihn.

## Wohnsitz
Nach der mythischen Geographie Homers lag die Insel der Sirenen zwischen Aiaia, der Insel der Kirke, und der Stelle, an der sich Odysseus entscheiden musste, durch die gefährlichen Plankten zu fahren oder durch die Meerenge, an der Charybdis und Skylla hausten, und die später u. a. oft mit der Straße von Messina identifiziert wurde. Laut einem Hesiod-Fragment hieß die Insel der Sirenen Anthemoessa, doch wird deren Position nicht genauer bezeichnet. Laut Aristoteles hieß aber Samos früher Anthemoessa. Eine andere Überlieferung lokalisierte die Heimat der Sirenen im Tyrrhenischen Meer, etwa auf den Sirenusen südlich der Halbinsel von Sorrent oder am sizilischen Vorgebirge Pelorias nahe dem Ätna. Auch die Insel Capreae wurde als Wohnsitz der Sirenen genannt. Am Hafen von Neapel soll sich das Grab der dort nach ihrem Sprung ins Meer tot angespülten Parthenope befunden haben; in Neapel wurde auch ihr Kult begangen.

## Wettstreit mit den Musen
Eine Sagenversion erzählt, dass die Sirenen sich auf Aufforderung von Hera in einen Wettstreit mit den Musen, wer schöner singen könne, einließen, aber unterlagen. Dabei mussten sie „Federn lassen“, aus denen sich die Musen Kränze flochten. Stephanos von Byzanz lokalisiert den Wettkampf in der Stadt Aptera auf Kreta.

## Tod
Erst in der hellenistischen Zeit findet sich die Sage, dass die Sirenen nach einer Niederlage Selbstmord verübten. Laut Hyginus konnten sie nur so lange leben, wie sie imstande waren, jeden vorbeifahrenden Seemann durch ihren Gesang zu verlocken und so dessen Untergang zu bewirken. Nachdem sie an Odysseus gescheitert waren, stürzten sie sich ins Meer und starben. Andere Quellen geben als Ursache für ihren Selbstmord das erfolgreiche Vorbeisegeln der Argonauten an oder ihr Scheitern beim Versuch, die Musen im Gesang zu übertrumpfen. Nach ihrem Tod wurden sie in Inseln oder Klippen verwandelt. Bezüglich ihrer Allwissenheit und Todesumstände ähneln sie der Sphinx.

## Christentum
In der moralischen Mythendeutung des antiken und mittelalterlichen Christentums galten Sirenen als Verkörperung der von Frauen und Männern ausgehenden gefährlichen Versuchung und der zu Sinneslust verführenden weltlichen Reize. Der Kirchenschriftsteller Clemens von Alexandria erblickte in ihnen ein solches Symbol der Bedrohung, vor dem es sich in Acht zu nehmen galt: „Laßt uns also vor der Gewohnheit fliehen, laßt uns vor ihr fliehen wie vor einer gefährlichen Klippe oder dem Drohen der Charybdis oder den Sirenen, von denen die Sage erzählt!“ Ikonographisch werden musizierende Sirenen als Verkörperungen weltlicher Verlockungen gelegentlich posauneblasenden Engeln gegenübergestellt. Boccaccio beschrieb die Sirenen als Huren. Ihre Flügel symbolisieren demnach ihren oftmaligen Partnerwechsel, und mit ihren Klauen hinterlassen die Weggeflogenen Verwundungen.

## Sirenen in Kunst und Literatur
Mit Blick auf ihren Gesang wurde das Motiv der Sirenen mitunter in der Musik aufgegriffen, so etwa von
- Johann Strauss: Walzer Die Sirene von 1851
- Émile Waldteufel: Walzer Sirenenzauber von 1878
- Claude Debussy: Sirènes, 3. Satz aus den Trois Nocturnes (1897-1899)

Von Giuseppe Tomasi di Lampedusa stammt die Erzählung Die Sirene.